# 蒂爾曼嶺
76°40′S 159°35′E / 76.667°S 159.583°E
蒂爾曼嶺（英語：Tilman Ridge）是南極洲的山嶺，位於奧次地，屬於阿倫山的一部分，由新西蘭的研究隊所探測和命名，該山嶺現時由南極條約體系管理。